# Single numer jeden w roku 2017 (Węgry)
2017 – dziewiętnasty rok, w którym było prowadzone zestawienie najlepiej sprzedających się singli na Węgrzech.

## Historia notowania
| Data publikacji | Utwór                   | Wykonawca                       | Źródło |
| --------------- | ----------------------- | ------------------------------- | ------ |
| 30 grudnia      | „Human”                 | Rag’n’Bone Man                  | [ 2 ]  |
| 6 stycznia      | „Shape of You”          | Ed Sheeran                      | [ 3 ]  |
| 13 stycznia     | „Human”                 | Rag’n’Bone Man                  | [ 4 ]  |
| 20 stycznia     | „Shape of You”          | Ed Sheeran                      | [ 5 ]  |
| 27 stycznia     | „Shape of You”          | Ed Sheeran                      | [ 6 ]  |
| 3 lutego        | „Shape of You”          | Ed Sheeran                      | [ 7 ]  |
| 10 lutego       | „Shape of You”          | Ed Sheeran                      | [ 8 ]  |
| 17 lutego       | „Shape of You”          | Ed Sheeran                      | [ 9 ]  |
| 24 lutego       | „Shape of You”          | Ed Sheeran                      | [ 10 ] |
| 3 marca         | „Shape of You”          | Ed Sheeran                      | [ 11 ] |
| 10 marca        | „Shape of You”          | Ed Sheeran                      | [ 12 ] |
| 17 marca        | „Shape of You”          | Ed Sheeran                      | [ 13 ] |
| 24 marca        | „Shape of You”          | Ed Sheeran                      | [ 14 ] |
| 31 marca        | „Szabadon”              | Ákos                            | [ 15 ] |
| 7 kwietnia      | „Szabadon”              | Ákos                            | [ 16 ] |
| 14 kwietnia     | „Szabadon”              | Ákos                            | [ 17 ] |
| 21 kwietnia     | „Szabadon”              | Ákos                            | [ 18 ] |
| 28 kwietnia     | „Szabadon”              | Ákos                            | [ 19 ] |
| 5 maja          | „Szabadon”              | Ákos                            | [ 20 ] |
| 12 maja         | „Szabadon”              | Ákos                            | [ 21 ] |
| 19 maja         | „Szabadon”              | Ákos                            | [ 22 ] |
| 26 maja         | „Szabadon”              | Ákos                            | [ 23 ] |
| 2 czerwca       | „Szabadon”              | Ákos                            | [ 24 ] |
| 9 czerwca       | „Szabadon”              | Ákos                            | [ 25 ] |
| 16 czerwca      | „Szabadon”              | Ákos                            | [ 26 ] |
| 23 czerwca      | „Szabadon”              | Ákos                            | [ 27 ] |
| 30 czerwca      | „Despacito”             | Luis Fonsi feat. Daddy Yankee   | [ 28 ] |
| 7 lipca         | „Despacito”             | Luis Fonsi feat. Daddy Yankee   | [ 29 ] |
| 14 lipca        | „Szabadon”              | Ákos                            | [ 30 ] |
| 21 lipca        | „Szabadon”              | Ákos                            | [ 31 ] |
| 28 lipca        | „Szabadon”              | Ákos                            | [ 32 ] |
| 4 sierpnia      | „Despacito”             | Luis Fonsi feat. Daddy Yankee   | [ 33 ] |
| 11 sierpnia     | „Szabadon”              | Ákos                            | [ 34 ] |
| 18 sierpnia     | „Szabadon”              | Ákos                            | [ 35 ] |
| 25 sierpnia     | „Szabadon”              | Ákos                            | [ 36 ] |
| 1 września      | „Szabadon”              | Ákos                            | [ 37 ] |
| 8 września      | „Szabadon”              | Ákos                            | [ 38 ] |
| 15 września     | „Szabadon”              | Ákos                            | [ 39 ] |
| 22 września     | „Szabadon”              | Ákos                            | [ 40 ] |
| 29 września     | „Szabadon”              | Ákos                            | [ 41 ] |
| 6 października  | „Szabadon”              | Ákos                            | [ 42 ] |
| 13 października | „Szabadon”              | Ákos                            | [ 43 ] |
| 20 października | „Szabadon”              | Ákos                            | [ 44 ] |
| 27 października | „Szabadon”              | Ákos                            | [ 45 ] |
| 3 listopada     | „Mindenki táncol /90`/” | Majka                           | [ 46 ] |
| 10 listopada    | „Mindenki táncol /90`/” | Majka                           | [ 47 ] |
| 17 listopada    | „Mindenki táncol /90`/” | Majka                           | [ 48 ] |
| 24 listopada    | „Mindenki táncol /90`/” | Majka                           | [ 49 ] |
| 1 grudnia       | „Perfect”               | Ed Sheeran                      | [ 50 ] |
| 8 grudnia       | „Havana”                | Camila Cabello feat. Young Thug | [ 51 ] |
| 15 grudnia      | „Perfect”               | Ed Sheeran                      | [ 52 ] |
| 22 grudnia      | „Perfect”               | Ed Sheeran                      | [ 53 ] |